# Asteroidni pas
Asteroidni pas, tudi planetoidni pas, je skupek asteroidov ali malih planetov med tirnicama Marsa in Jupitra. Večino asteroidov ali planetoidov našega Osončja je v tem območju. Območje vseh tirnic se razteza od 2,0 do 3,4 a.e. Planetoidni pas se je oblikoval, ko so se oblikovali drugi deli Osončja, gravitacijski vpliv Jupitra pa je preprečil nastanek planeta, omejil njegovo širino in določil razpoke na njem.